# Scalpel (roman)
Scalpel (titre original : Cutting Edge) est un roman de John Harvey publié en 1991 en Angleterre et en 1995 en France dans la collection Rivages/Noir avec le numéro 228. 
Après Cœurs solitaires et Les Étrangers dans la maison, c'est le troisième où l'on retrouve le personnage de Charles Resnick, inspecteur de police d’origine polonaise au commissariat de Nottingham.

## Résumé
Des sauvages agressions sont perpétrées contre deux agents du centre hospitalier de Nottingham. Dans son enquête Charles Resnick se heurte au secret du milieu médical. Puis, c’est une jeune étudiante qui est, à son tour, assassinée. 

## Adaptation
Une adaptation radiophonique produite par David Hunter est réalisée en 1996 pour BBC Radio 4.